# Francisco Antonio García Carrasco
Francisco Antonio García Carrasco Díaz (15 de dezembro de 1742 – 10 de agosto de 1813) foi um soldado espanhol e Governador Real do Chile. A sua política de relações com Juan Martinez de Rozas e um escândalo de contrabando envolvendo a fragata Escorpião destruiu o pouco de autoridade que ele tinha, e foi-lhe exigido entregar o seu posto para Mateo de Toro Zambrano. Ele foi o último governador a governar antes de o movimento de independência Chileno tomou todo o país.

## Início da vida
García Carrasco nasceu em Ceuta, o filho do Tenente de Artilharia Antonio García Carrasco e de Rosa Díaz. Ele entrou em 29 de setembro de 1757 para a Exército Real Espanhol como um cadete de infantaria. Ele foi promovido regularmente, até chegar a Tenente-Coronel de infantaria e engenheiros em 1 de julho de 1784.
Em 1785 García Carrasco foi enviada para o Vice-reinado do Rio de la Plata, para supervisionar a construção das fortificações de Montevidéu. Em 1796, ele foi transferido para Santiago, no Chile, como auditor para a construção do Palácio de La Moneda, e mais tarde, como supervisor das fortificações do porto de Valparaíso, da qual ele também foi nomeado Governador interino.
Em 26 de fevereiro de 1802, foi promovido a Coronel de infantaria e engenheiro-chefe, e em 29 de novembro de 1806 a Brigadeiro e diretor do Exército de engenheiros do núcleo da Divisão das Índias. Governador Luis Muñoz de Guzmán ordenou-lhe com a inspecção do sistema de fortificações no sul do Chile, e que ele estava vivendo em Concepción, quando Gov. Muñoz de Guzmán, de repente, morreu em fevereiro de 1808.

## Como Governador de Chile

### Antecedentes
No início de 1808, a Capitania Geral do Chile—um das menores e mais pobres colónias do Império espanhol—estava sob a administração de Luis Muñoz de Guzmán, um Governador Real hábil, respeitado e bem-gostado. Em Maio de 1808, a queda de Carlos IV e Fernando VII, a sua substituição por José Bonaparte e o início da Guerra Peninsular mergulhou o império em um estado de agitação.
Quando Gov. Muñoz de Guzmán, de repente, morreu em fevereiro deste ano, a coroa foi incapaz de nomear um novo governador. Depois de uma breve regência provisória por Juan Rodríguez Ballesteros, e de acordo com a lei da sucessão no tempo, a posição foi reclamada e assumida pelo comandante militar com mais alto patente, que passou a ser o Brigadeiro García Carrasco. García Carrasco assumiu o cargo de Governador de Chile no dia 22 de abril e em agosto as notícias da invasão Napoleônicas da Espanha e da conformação de uma Junta Suprema Central  para governar o Império na ausência de um legítimo rei atingiu o país. Enquanto isso, Charlotte Joaquina, irmã de Fernando e esposa do Rei de Portugal, que vivia no Brasil, também fez tentativas para obter a administração dos domínios Espanhóis na América latina. Desde que seu pai e o irmão estavam sendo mantidos prisioneiros na França, ela considerava-se como a herdeira da sua família capturada. Alegadamente, entre os seus planos de enviar exércitos para ocupar Buenos Aires e o norte da Argentina e afirmar de si mesma como Rainha de La Plata.

### Administração
Brigadeiro García Carrasco, acabou por ser um homem de maneira brutas e autoritário, que conseguiu, em um tempo muito curto para alienar as elites crioulas sob o seu comando. Já no Chile, como na maioria da América latina, tinha havido alguma agitação independente, mas muito reduzido e concentrada na muito ineficaz Conspiração dos Tres Antonios por volta de 1781. A maioria das pessoas foram monarquistas fervorosos, mas foram divididas em dois grupos: aqueles que favoreceu o status quo e o direito divino de Fernando VII (conhecido como absolutistas) e aqueles que queriam proclamar Charlotte Joaquina como Rainha (conhecido como carlotistas). Um terceiro grupo era composto por aqueles que propunham a substituição das autoridades espanholas, com uma junta de notáveis cidadãos, o que deveria obedecer a um governo provisório, a reinar, na ausência do rei e independente Espanha (conhecido como juntistas).

### A deposição de
Em 1809, o Governador García Carrasco de si mesmo foi envolvido em um flagrante caso de corrupção que conseguiu destruir a autoridade moral que quer remanescentes que ele ou seu escritório tinha deixado. A partir do momento que a pressão para a sua remoção começou a construir. Em junho de 1810, chegou a notícia de Buenos Aires, que as forças de Napoleão Bonaparte tinham conquistado a Andaluzia e pôs cerco a Cádiz, o último reduto contra os franceses em solo espanhol. Além disso, a Junta Suprema Central, que governou o Império durante os últimos dois anos, aboliu-se a favor de um Conselho de Regência. García Carrasco, que foi um defensor do grupo de carlotistas, conseguiu ampliar os problemas políticos tomando medidas arbitrárias e severas, tais como a detenção e deportação de Lima , sem o devido processo de pessoas bem conhecidas socialmente e outros cidadãos proeminentes, sob a simples suspeita de ter sido simpático para a política da  junta. Entre os presos estavam José Antonio de Rojas, Juan Antonio Ovalle e Bernardo de Vera y Pintado.
A autonomia do movimento também tinha, inspirado pela Revolução de Maio, na Argentina, completamente propagadas através das elites crioulas. Eles se ressentiam das detenções ilegais e, em conjunto com a notícia de que Cádiz era tudo o que sobrou de um livre Espanha, finalmente solidificado em sua oposição ao Governador. Brigadeiro García Carrasco foi suspenso do cargo e forçado a demitir-se no dia 16 de julho de 1810, para ser por sua vez substituído pelo próximo mais velho soldado, Mateo de Toro Zambrano, 1.º Conde de la Conquista, mesmo que um outro legítimo Governador, Francisco Javier de Elío, já havia sido nomeado pelo Vice-rei do Peru.

## Mais tarde em sua vida
Depois da sua deposição, García Carrasco, criou-se para uma vida tranquila em uma propriedade rural perto de Santiago. No dia 1 de abril de 1811, o motim Figueroa eclodiu em Santiago. Embora a revolta logo estalou, e Figueroa foi preso e sumariamente executado, García Carrasco, foi preso e rapidamente deportados. Ele deixou  Valparaíso, no dia 4 de julho, e chegou em 27 de agosto a Lima capital do Peru, onde morreu dois anos mais tarde, em 1813.